# Данилови настављачи
Данилови настављачи су по имену непознати (анонимни) средњовековни српски писци из средине и друге половине 14. века, који су допунили и кодификовали Данилов зборник, састављен од житија српских владара и архиепископа, која је написао српски архиепископ Данило II (1324—1337).

## Књижевни рад
Иако је своја житија писао засебно, архиепископ Данило II их је вероватно замислио као део зборника, као један српски пролог, али су тек његови настављачи употпунили, а затим и након 1375. године кодификовали један јединствен зборник под називом Животи краљева и архиепископа српских, чак и у завршним деловима мењајући и допуњавајући Данилова житија Драгутина, Милутина и Дечанског (вероватно да би истакли Данилову личност и његову улогу као непосредног сведока).
Данилов следбеник и савременик, познат као Данилов ученик (или Први настављач, иза кога се можда крије хиландарски монах Григорије из Корише), саставио је за Данилов зборник три житија: Житије Стефана Дечанског, Житије архиепископа Данила II и Житије краља Душана до 1340 (сва три између 1337. и 1340).
После 1375. Зборник ће допунити и Други настављач кратким житијним белешкама о устоличавању првог српског патријарха Јоаникија, другога, Саве, и трећега, Јефрема, које спадају мање у хагиографске а више у историографске саставе. У књижевном погледу, посебно су значајна житија Даниловог ученика, настала у јеку исихастичког спора, са стилским одликама које се срећу и у Даниловом делу, али и повећаним занимањем за развијање догађаја, радње и опис драматичних сцена и слика (нпр. опис одбране Хиландара од Каталана, или опис битке код Велбужда).
У радове осталих непознатих Данилових настављача спадају и кратки житијно–историографски записи о српским архиепископима Сави II, Данилу I, Јакову, Јевстатију II, Сави III и Никодиму.
Књижевном делатношћу Данилових настављача током 14. века настављена је традиција писања српских житија, коју су започели ранији ствараоци, попут Стефана Првовенчаног, Светог Саве, Доментијана и Теодосија.

## Извори и литература
Извори
- Богдановић, Димитрије, ур. (1988). Теодосије: Житија (PDF). Београд: Просвета; Српска књижевна задруга. Архивирано из оригинала 24. 07. 2021. г. Приступљено 30. 01. 2025.
- Даничић, Ђура, ур. (1865). Животи Светога Симеуна и Светога Саве, написао Доментијан. Београд: Државна штампарија.
- Даничић, Ђура, ур. (1866). Животи краљева и архиепископа српских, написао архиепископ Данило и други. Загреб: Штампарија Светозара Галца.
- Мак Данијел, Гордон, ур. (1989). Данилови настављачи: Данилов Ученик, други настављачи Даниловог зборника (PDF). Београд: Просвета; Српска књижевна задруга. Архивирано из оригинала 30. 01. 2025. г. Приступљено 30. 01. 2025.
- Мак Данијел, Гордон; Петровић, Дамњан, ур. (1988). Данило Други: Животи краљева и архиепископа српских: Службе (PDF). Београд: Просвета; Српска књижевна задруга. Архивирано из оригинала 20. 01. 2025. г. Приступљено 30. 01. 2025.
- Маринковић, Радмила, ур. (1988). Доментијан: Живот Светога Саве и Живот Светога Симеона (PDF). Београд: Просвета; Српска књижевна задруга. Архивирано из оригинала 27. 06. 2023. г. Приступљено 30. 01. 2025.
- Мирковић, Лазар; Радојчић, Никола, ур. (1935). Архиепископ Данило: Животи краљева и архиепископа српских (PDF). Београд: Српска књижевна задруга. Архивирано из оригинала 30. 01. 2025. г. Приступљено 30. 01. 2025.

Литература
- Димитрије Богдановић: Историја старе српске књижевности, Београд, СКЗ, 1980.
- Дејан Михаиловић: Византијски круг (Мали речник ранохришћанске књижевности на грчком, византијске и старе српске књижевности), Београд, „Завод за уџбенике“, 2009, стр. 57.